# 工事

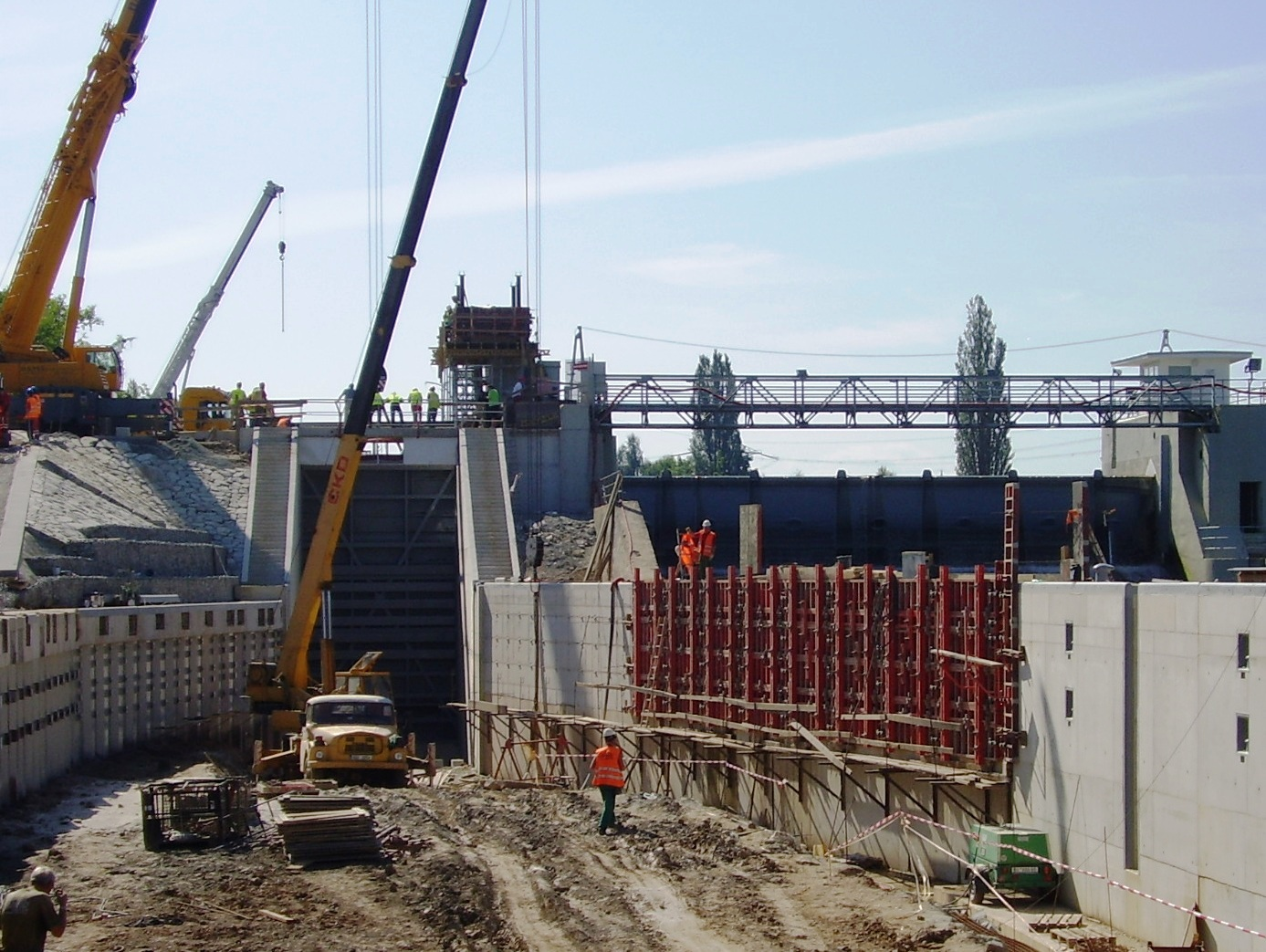
建設工事

工事（こうじ、英語: construction）とは、
土木・建築等の建設作業、造船、ネットワーク配線などの構築作業をする行為を表す用語で、前者は一般に建設工事と呼ばれ、単に「工事」と呼ばれる場合は建設工事のことが多く、工事監理、工事契約、工事契約に関する会計基準、工事誌、工事実績、工事実績情報システム、工事カメラといった「工事」で始まる用語・用例は建設工事にまつわる用語・事項である。
後者の用例としてそれぞれ造船工事、配線工事、LAN工事などがある。また電車の車両などに営団6000系電車#4次車以降の更新工事、仙台市交通局1000系電車#更新・改造工事といった更新工事や車両工事が用いられているほか、プラント・配管を超高圧水や洗浄する業務に特殊洗浄工事などが用いられている。
「電気工事」「電気通信工事」といった用語については、前者・後者両方の用法がある。建設業許可の業種区分としての「電気工事業」「電気通信工事業」は前者の用法であり、「電気工事士および電気工事士法」「電気通信設備工事担任者」等は後者の用法である。

## 建設工事

### 請負工事
工事は運営方法から直営工事と請負工事に大別され、直営工事は、施主が、材料費や職人への賃金など、必要な費用を直接支払う方法で、工事途中で費用に増減が生じる可能性が高い。中世まではこの方法がとられていた。一方、請負工事は、事前に予定価格を決めたうえで、複数の施工者から見積もりを取る、すなわち競争入札を行って、最も安価な施工者に請け負わせるもので、工事の完成を約束し、完成に対してその対価を報酬として支払うという工事請負契約を締結した工事を一般に請負工事と呼称している。このため公共事業としての建設工事は請負工事となり、国土交通省など官庁や公共団体が発行する書類等には請負工事積算要領や請負工事費、請負工事共通仕様書など請負工事という名称を使用したものが見受けられる。
建設工事はこのため仕事完成義務の観点からは請負契約とみられるが、片務性是正のために報酬支払時期など注文者に一定のリスク負担を求めていること、受注者が注文者の指導に従うこと等を踏まえ、一部準委任的な性質を帯びているとする考え方もあるため（準委任工事）請負契約の書面を交わさなければ必ずしも建設工事が（民法上の）請負であるとは限らない。
競争入札ならば費用は予定価格以下に収まるが、監理が悪いと質の低下を招く恐れがある。なお請負には工事全体を請け負わせる一括請負と工事ごと、あるいは材料など部分的にうけ負わせる部分請負とがある。入札制度そのものは中世末において一部民間に見られるが、公儀の普請(公共事業)に一般化したのは日本では豊臣秀吉の時代からである。

#### 請負工事契約
建設工事で請負契約を締結する場合、建設業法第19条第1項にて「建設工事の請負契約の当事者は、前条の趣旨に従って、契約の締結に際して次に掲げる事項を書面に記載し、署名又は記名押印をして相互に交付しなければならない。」としている。
なお建設業法第24条において、報酬を得て建設工事の完成を目的として締結する契約は、「委託その他いかなる名義をもつてするかを問わず、建設工事の請負契約とみなす」旨が規定されているが、現実に締結される契約は建設工事の完成を目的としているものであっても、必ずしも請負という名義を用いていない場合があるためで、このことから法にて適用対象を明確にしている。これにより委託や雇用、委任その他如何なる名義を用いても実質的に報酬を得て建設工事の完成を目的として締結する契約はすべて建設工事の請負契約とみなされ、このような行為をする者に対し、この法の規定が適用される。
公共工事用には発注者となる国や公共団体が標準請負契約約款を設けられている。約款とは、契約に定められた契約当事者間等の具体的な権利義務関係を定めた条項をいう。
全建総連も工事請負契約書 関係書類 (PDF) を発行している。
日本における「請負」の法的根拠は、1896(明治29)年公布の民法典第3編第632条から634条の規定に求められる。
請負契約は、雇用契約、委任契約とともに他人のために労務を提供することを内容とする労務供給契約である。もちろん民法典以前にも慣習としての請負は存在していた。請負は建設工事に限ったものではなく、洋服の注文など有形の物から、講演、演奏、物の運搬など無形のものも含まれる。
民法典には、「請負は当事者の一方がある仕事を完成することを約し、相手方がその仕事の果に対してこれに報酬を与えることを約するによりて、その効力を生ず」と規定されている。土木建築の請負契約は契約金額、工事期間などの契約条項に基づき、発注者側から与えられた、あるいは受注者自らが作成した図面や仕様書に従って、工事の完成/引渡しを約るものである。
請負契約は契約書が作成される場合が多いが、法律上は契約書の作成は契約成立の要件はなく、当事者間の合意があれば成立するものである。契約が成立すると、請負人は労務業を行って、引き受けた仕事の完成という義務を負い、注文者は完成結果に対して報酬を払う義務を負う。
土木建築の請負人は、設計図書に従って構造物を完成するという結果に義務を負うもので、その過程における請負人の労力などは報酬の対象とはならない。
請負はリスクを伴う契約である。結果のみを基準として評価し、中間過程を評価しないことも請負の特色である。請負においては結果と報酬とが対価関係にあり、その過程は法律的対象とはならず、他の労務契約と区別される。
請負人は、その技術や才能に重きを置いて契約がなされる場合は別として、仕事の完成に要する労務は必ずしも請負人自身が提供する必要はなく、注文者の承諾なく第三者に請け負
ること、すなわち下請負・下請ができる。その場合下請人の故意・過失については自己の責に帰するべき事由として元請が責任を負わねばならない。ここに下請制度成立の根拠がある。
日本で鉄道請負業協会の設立は1916(大正4)年であるが、1911(明治44)年に鉄道院が制定した工事請負入札心得が発注者優位で、その修正希望を提出するためであったといわれている。創立総会後の評議会で理事長が菅原恒覧、理事が鹿島精一、中野欽九郎が選ばれた。
鉄道請負業協会は、親睦を目的とした日本土木組合とは異なり、業界の地位向上と会員企業の発展のために労働問題、契約問題、税務問題、研究開発、海外事情調查などを広く行おうとする土木建設業界最初の本格的な団体であった。
この協会の最初の成果は、鉄道院の工事請負契約書に対して改正案を作成し総裁宛に民間業者の希望する改正案を提出して鉄道工事請負契約の片務性を是正の行動に実際に動いたことである。その内容は①設計変更・工事中止に伴う損害補償、②物価変動に伴う請負金額の変更、③天災等不可抗力に基づく損害補償、の3点について鉄道員総裁宛に要望書を提出した。このときは反響がなく、協会は再び手を加えて1921 (大正10)年に再提出, 1923(大正12)年2月に業者の希望を入れた改正が鉄道省(大正9年、省に昇格)から発表された。
鉄道請負業協会ではさらに官側と業者の意見交換を設立間もない時期に開催している。鉄道省側から工務局長以下、課長、技師、地方の建設事務所所長が参加して1919(大正8)年に開かれた。発注者と業者が一つのテーブルに着いたということは画期的なことであった。この席では、請負契約の片務性、値増しの件、工事監督制の件、機械化の件、などが話されたという。

#### 請負工事契約の片務性
建設工事請負契約に限らず、請負契約は本来双務契約である。しかしながら、日本の請負工事契約には、ある種の「片務性」が存在する。
契約の原則は「当事者双方が同等な権利と義務を持つこと」である。しかしながら、日本の請負工事契約においては、契約変更に関して発注者が主導的な役割を発揮するのが通例となっている。契約変更に関する追加費用も、当事者間の交渉により決定されるのではなく、発注者が規定した所定の積算方式に基づいて算出される。
契約が双務契約であるならば、請負者は契約条件・設計・施工条件の変更による追加費用の請求（クレーム）に関する権利を持つはずである。しかしながら、公共工事標準請負契約約款をはじめとする日本の請負工事契約の約款においては、一般にクレーム条項が欠如している。

#### 請負契約価格
建築工事では入札などで契約金額を決め,責任をもって工事を完成させる価格のこと。公共事業では入札参加者に設計図書を提示して入札に付し,予め作成した予定価格以下,かつ,一般的に最低の価格をもって応札した者が落札する。この価格が契約価格で、近年は最低価格に限度を設ける場合も少なくない。請負のため,設計変更などの
場合を除き価格の変更はない。いわゆる総価契約方式である。ただし,昭和50年代の国際的な石油高騰のように,物価が著しく変動した場合には契約金額を改定できるスライド条項が契約約款に記されている。

##### 予定価格の上限拘束性
日本の入札制度においては、「予定価格を上回る価格での入札は一律失格とする」という制度運用がなされている。これは「予定価格の上限拘束性」と呼ばれる。日本以外の主要国における公共発注には、予定価格に上限拘束性はない。

### その他
建設工事における「工事会社」「工事業者」という語は、当該工事を実施した担当会社、担当業者についての呼称として使用される。

## 建設工事以外の工事
項名としては「建設工事以外の工事」としているが、以下に掲げる工事が建設工事に該当する場合も存在する。

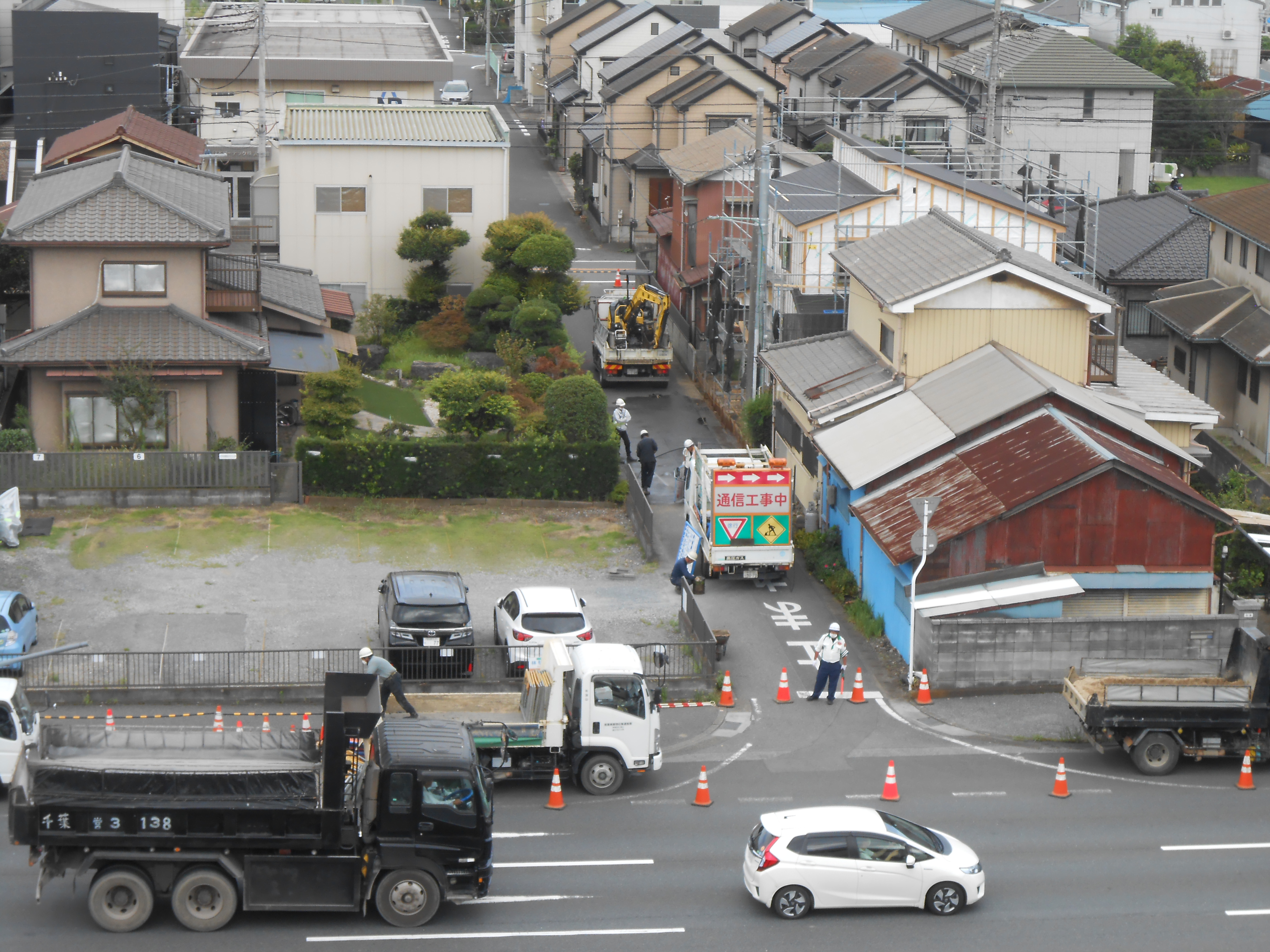
電気通信工事のために道路の通行止めを行っている様子。

### 電気保安制度における工事
電気事業法第1条において、同法の立法目的として「電気工作物の工事、維持及び運用を規制すること」が掲げられている。事業用電気工作物の工事、維持及び運用にあたっては、その保安を監督する者として、電気主任技術者を配置しなければならない旨が同法で定められている。
電気工事士法は、一般用電気工作物及び最大電力500kW以下の自家用電気工作物を設置し、又は変更する工事に対して適用される法律である。同法が適用される電気工事は、同法で規定される電気工事士が行わなければならない。
電気工事業法は、電気工事士法に規定する電気工事を行なう事業に対して適用される法律である。同法が適用される電気工事業を営もうとする場合、同法に基づく登録を行わなければならない。

### 電気通信事業における工事
電気通信事業者は、事業用電気通信設備の工事、維持及び運用にあたり、その保安を監督する者として、電気通信主任技術者を配置しなければならない旨が電気通信事業法で定められている。利用者が端末設備又は自営電気通信設備を接続する場合、同法で定める工事担任者に当該接続に係る工事を行わせ、又は監督させなければならない。

## その他の用法
インターネットのウェブページなどにおいて、ページコンテンツを作る予定または作っている最中であることの表示に対し、「工事中」という表現を用いる場合がある。